# 's-Gravenstraat
De  's-Gravenstraat is een straat in Brugge.

## Beschrijving
De Potterierei en de Langerei werden vroeger ter hoogte van het gasthuis Onze-Lieve-Vrouw ter Potterie door een brug verbonden. Die brug heette in de 14e eeuw de Potteriebrug. Er werd soms ook naar verwezen als de Roelkinsbrug, naar de naam van een burger die in de omtrek woonde. Vanaf 1408 kwam de naam 's-Gravenbrug tevoorschijn. Die verwees wellicht naar een nabijgelegen tuin die 's Graven Heester heette. Volgens Adolf Duclos, echter, stond er in het laatste kwart van de 13e eeuw een herenhuis van de voorname ingezetene Raven Danwilt aan de voet van de brug; Ravensbrug kan later vervormd zijn in 's-Gravenbrug.
De straat die rechtover de brug werd aangelegd, werd de 's-Gravenstraat genoemd. Deze straat loopt van de Langerei naar de Calvariebergstraat.

## 's-Gravenhof
In het begin van de 21ste eeuw werd op weidegrond naast de 's-Gravenstraat een verkaveling aangelegd. Voor de straat die er doorliep vond men het passend er de naam 's-Gravenhof aan te geven. Dit 's-Gravenhof loopt van de 's-Gravenstraat naar een andere verkaveling, officieus Hof De Jonghe genoemd, met als straatnaam Langerei.